# Procel·lariformes

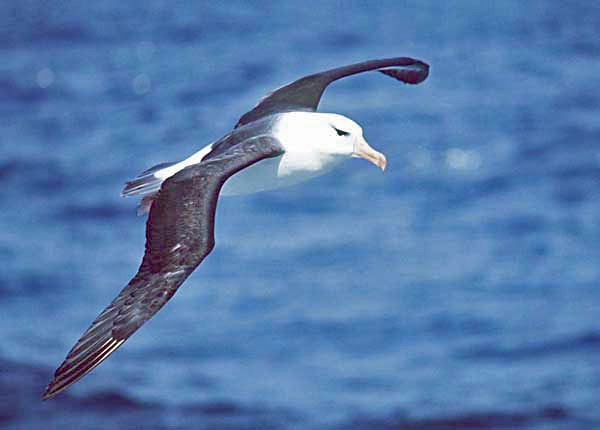
Thalassarche melanophris

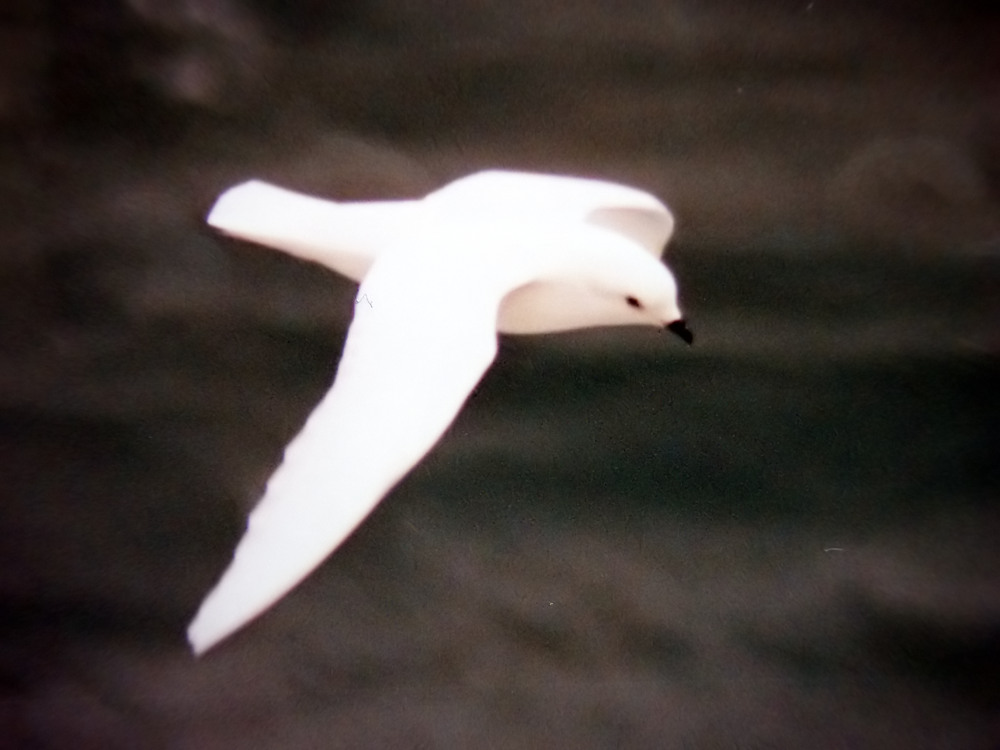
Petrell de les neus (Pagodroma nivea) fotografiat a la Mar de Ross.

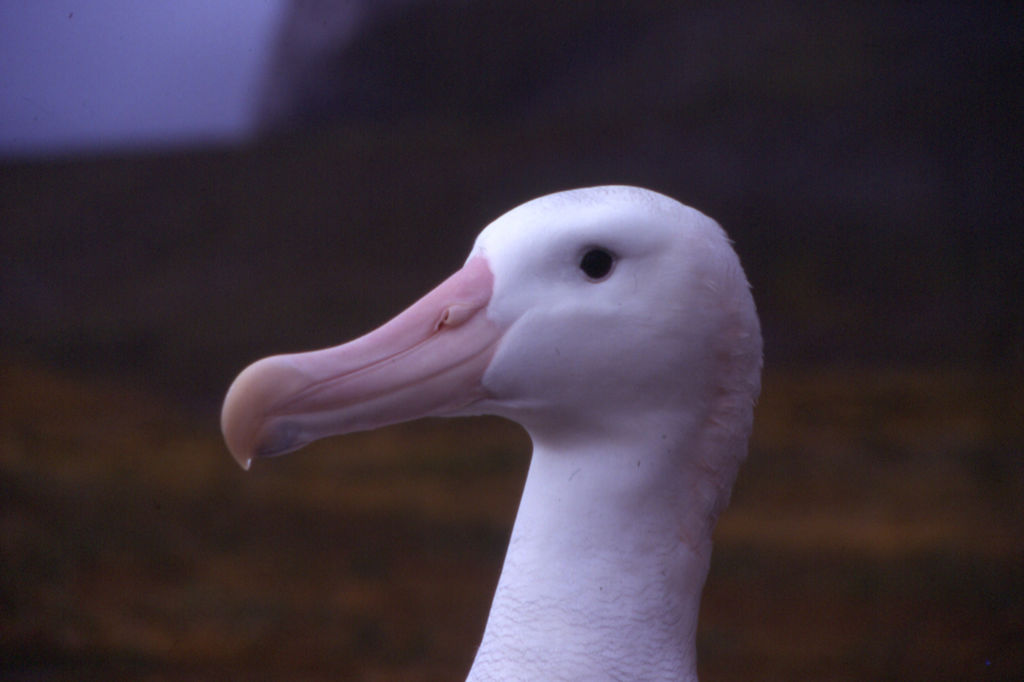
Albatros viatger (Diomedea exulans) fotografiat a les Illes Kerguelen.

Els procel·lariformes (Procellariiformes) són un ordre d'ocells palmípedes i pelàgics que comprèn 92 espècies, repartides en 24 gèneres i 4 famílies.

## Morfologia
- Fan entre 13 i 130 cm de llargària.
- Tenen les obertures nasals en forma de dos tubs a la base de la mandíbula superior.
- El bec és compost per un conjunt de peces còrnies soldades i amb l'extrem distal superior ganxut.
- Tenen l'esquelet molt pneumatitzat.
- El dit posterior de les potes és rudimentari o absent.
- El plomatge és compacte i oliós. Les rèmiges secundàries són curtes.
- Les ales són llargues i estretes.
- Els peus són palmats.
- No presenten dimorfisme sexual.

## Reproducció
Ponen un sol ou blanc i els pollets triguen molt a desenvolupar-se, encara que al final arriben a sobrepujar el pes dels seus progenitors, ja que acumulen greixos. Tornen al mateix niu any rere any.

## Hàbitat
Tots els membres d'aquest ordre són únicament marins i sovint niuen als illots i penya-segats costaners d'arreu de la Terra (aquest és un dels pocs moments en què es poden observar tocant el terra, on caminen amb força dificultat).

## Distribució geogràfica
Són cosmopolites i es troben als oceans de tot el planeta, amb especial incidència, pel que fa a la seua diversitat, al voltant de Nova Zelanda.

## Costums
Són monògams, nidícoles i formen colònies. També són característics els seus crits estridents.

## Taxonomia
La classificació de Sibley-Ahlquist inclou les diferents famílies de l'ordre caradriformes al gran ordre dels ciconiformes. Aquesta taxonomia ha sigut molt contestada.
En general s'accepta la classificació clàssica amb 4 famílies i més de 130 espècies vives.
- Família procel·làrids (Procellariidae) amb 14 gèneres i 95 espècies.
- Família diomedeids (Diomedeidae), amb 4 gèneres i 21 espècies
- Família hidrobàtids (Hydrobatidae), amb 7 gèneres i 22 espècies. Alguns autors opinen que les dues subfamílies dels hidrobàtids, hidrobatins i oceanitins, podrien ser famílies diferents.
- Família pelecanòidids (Pelecanoididae) amb un gènere i 4 espècies.

## Conservació
Els procel·lariformes han estat una font d'aliment per a moltes cultures humanes i, encara avui, són caçats a algunes parts del món per a ésser menjats. Moltes espècies estan amenaçades d'extinció a causa de depredadors introduïts en les seues colònies de cria (com ara rates i gats), contaminació de les aigües marines i captures accidentals per part de la indústria pesquera. Per a evitar els perills que amenacen les seues poblacions l'any 2001 es va signar l'Agreement on the Conservation of Albatrosses and Petrels (Acord per a la Conservació d'Albatros i Petrells) ratificat per l'Estat espanyol l'any 2003, per França l'any 2005, Austràlia (2001), Equador (2003), Nova Zelanda (2001), Sud-àfrica (2003), Perú (2005), Regne Unit (2004), Xile (2005), Argentina (2006) i Noruega (2007). Va entrar en vigor l'1 de febrer del 2004.